# Klasztor Kapucynów w Sortino
Klasztor kapucynów wraz z przylegającym do niego kościołem to kompleks religijny znajdujący się w Sortino w prowincji Syrakuz, Włochy.

## Historia
Klasztor został założony w 1556 r. Prawie całkowicie zniszczony przez trzęsienie ziemi w 1693 r., został odbudowany, powiększony i ukończony w 1748 r. dzięki wkładowi wiernych i szlacheckiej rodziny Gaetani, książąt Cassaro i markizów Sortino. Od 1764 roku klasztor był siedzibą nowicjatu.
Po kasacie zakonów (1866) cała struktura klasztorna (klasztor, kościół i las) przeszła na własność państwową. Kompleks został wykupiony przez zakonników w 1879 roku dzięki pracy Capuchin P. Eugenio Scamporlino (ówczesny Minister Prowincjalny) i był siedzibą jedynego nowicjatu na Sycylii, goszcząc również nowicjuszy z Neapolu, Bari i Malty. Wśród nowicjuszy mieszkał tu i zmarł sługa Boży br. Józef Maria z Palermo, którego proces beatyfikacyjny i kanonizacyjny jest obecnie w toku.
W latach 60. klasztor był siedzibą międzyprowincjalnego studentatu teologicznego, a w latach 90. międzyprowincjalnego postnowicjatu.

## Opis

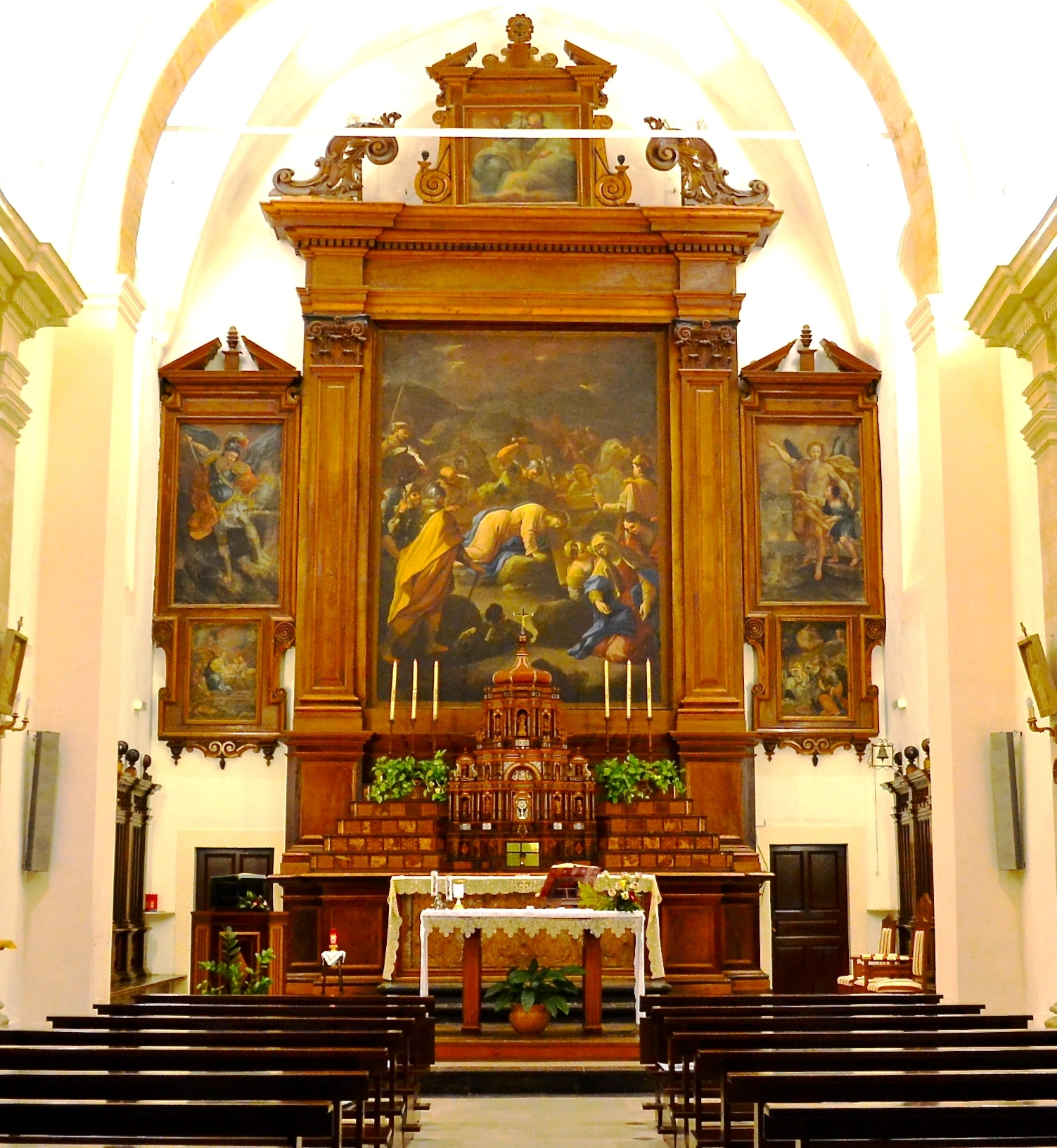
Kościół kapucynów z Sortino

Ze swoją surową i niepozorną architekturą, zgodnie z kanonami franciszkańskiej prostoty, klasztor jest wybudowany wokół dużego krużganka. Jednonawowy kościół pod wezwaniem Matki Boskiej Bolesnej z dwiema bocznymi kaplicami zachował wewnątrz dzieło o znacznej wartości: drewnianą skrzynię wykonaną przez kapucyna br. Angelo Gagliano da Mazzarino (1743 - 1809). Dzieło zostało wykonane w ciągu 18 lat pracy i składa się z unikalnych paneli wykonanych z drewna moreli, róży, opuncji i detali z kości słoniowej i masy perłowej. W dolnej części znajduje się cenny fronton z kutej skóry zdobiącej ołtarz.
Ołtarz główny, datowany na wiek. XVIII, nieznanego autora, przedstawia Jezusa pod krzyżem i jego spotkanie z Matką. Po bokach malowidła archaniołów Michała i Rafaela, poniżej których znajdują się dwa inne mniejsze płótna, przedstawiające Narodzenia Jezusa i Narodzenia Jana Chrzciciela (nieznanego artysty, pochodzące z XVIII wieku). Całość w drewnianej ramie, dzieło zakonników stolarzy z XVIII wieku.
Wśród dzieł sztuki zachowanych w klasztorze w Sortino na uwagę zasługują: marmurowy posąg św. Antoniego z roku 1527 i welon przedstawiający Męczeństwo św. Sebastiana z XVII wieku ze szkoły Caravaggio.
Klasztor posiada również cenną bibliotekę liczącą 14630 woluminów. Wśród zebranych tomów zbioru znajdują się: 20 cennych rękopisów, kilka inkunabułów, 196 tomów z XVI w. oraz tysiące tekstów z XVII, XVIII i XIX wieku.